# 骨伝導
骨伝導（こつでんどう）とは、生体内部を伝播する音を聞くこと、またはその方法。声などの生体内部から発生する音を生体表面で計測する方法を指すこともある。

## 概要
通常、動物が音を感じる仕組みは空気を伝って鼓膜（中耳）を振動させ聴覚神経（内耳）に伝わっているが（気導音）、骨伝導とは音の振動が骨を導体として直接聴覚神経に伝わる（骨導音）ものである。この骨伝導は意図的に起こさずとも日常で常に起こっており、自分が聞く自分の声は気導音と骨導音が合わさったものである。録音した自分の声を初めて聞くと強い違和感を覚えるのは、録音機器のマイクは空気伝導によって伝わる音のみを録音するからである。
なお、一部の生物は体表面に耳殻を持たず、そのような生物は骨伝導によって外部の音を検知している。例えばクジラは、水圧の影響を避けるために聴覚器官が全て体内にあるが、下顎の骨で水の震動をとらえて耳骨に伝えることで音を感じ取っている。

## 発見と研究史
骨伝導によって音が伝わることを人々がいつ認識したのかを示すものはない。ただし、硬いものを咀嚼した音が自分にだけ伝わることを人々は体験的に理解していたはずである。

### 16世紀
この現象を解剖学的に研究したのは、16世紀、アンドレアス・ヴェサリウス、ガブリエレ・ファロッピオ、バルトロメオ・エウスタキウスらによるものが最初とされる。
また、数学者であり医師でもあったジェロラモ・カルダーノは、著書「De Subtilitate（1550）」のなかで、棒などを歯に挟むことで音が耳に伝える方法について解説している。ただし、カルダーノの著述には、ヴェサリウスの教え子でありあぶみ骨の発見者でもあるイングラシア の影響を受けているとの説もある。
歴史上、初めて骨伝導による聴覚伝達の重要性を認識し、臨床試験をしたのはイタリアの医師、ヒエロニムス・カピバッチである。彼は、難聴の患者の歯に約2フィートの鉄の弦を用いて音が伝わるか診断した。現代の聴覚学的には正しいとはいえない方法ではあるが、骨伝導による聴覚伝達の歴史において大きな一歩である。なお、カピバッチがこの方法を独自に発見したのか、カルダーノの著作などの影響を受けたのかは定かではない。

### 17世紀
フランスの医師、ジャン・イタールは聴覚障害者への骨伝導による音の伝達を研究した。イギリスの医師、ジョン・ブルワーは歯を介した骨伝導により、楽器の振動を聞くことについて研究している。

### 18世紀
ドイツの作曲家ベートーヴェンは20代後半に難聴を患い、ほとんど何も聞こえないほどの状態になったが、この時彼は指揮棒を歯で噛みピアノに押し付けて骨伝導で音を聞き取ることで、作曲を続けることができたと言われている。

### 19世紀
アメリカの発明家リチャード・ローズは、「オーディフォン（Audiphone）」と呼ばれる補聴器の特許を取得。これは硬いゴム素材で作られたファンで構成されており、オペレータの歯と顎の骨を使用して音の振動を伝導し、聴覚を改善するとされるもの。これは骨伝導における最初の特許といわれている。

### 20世紀
スウェーデンのコクレア社が骨導聴力活用型インプラント（Bone Anchored Hearing Aid : Baha）を開発、実用化に成功した。

## 骨伝導の利用

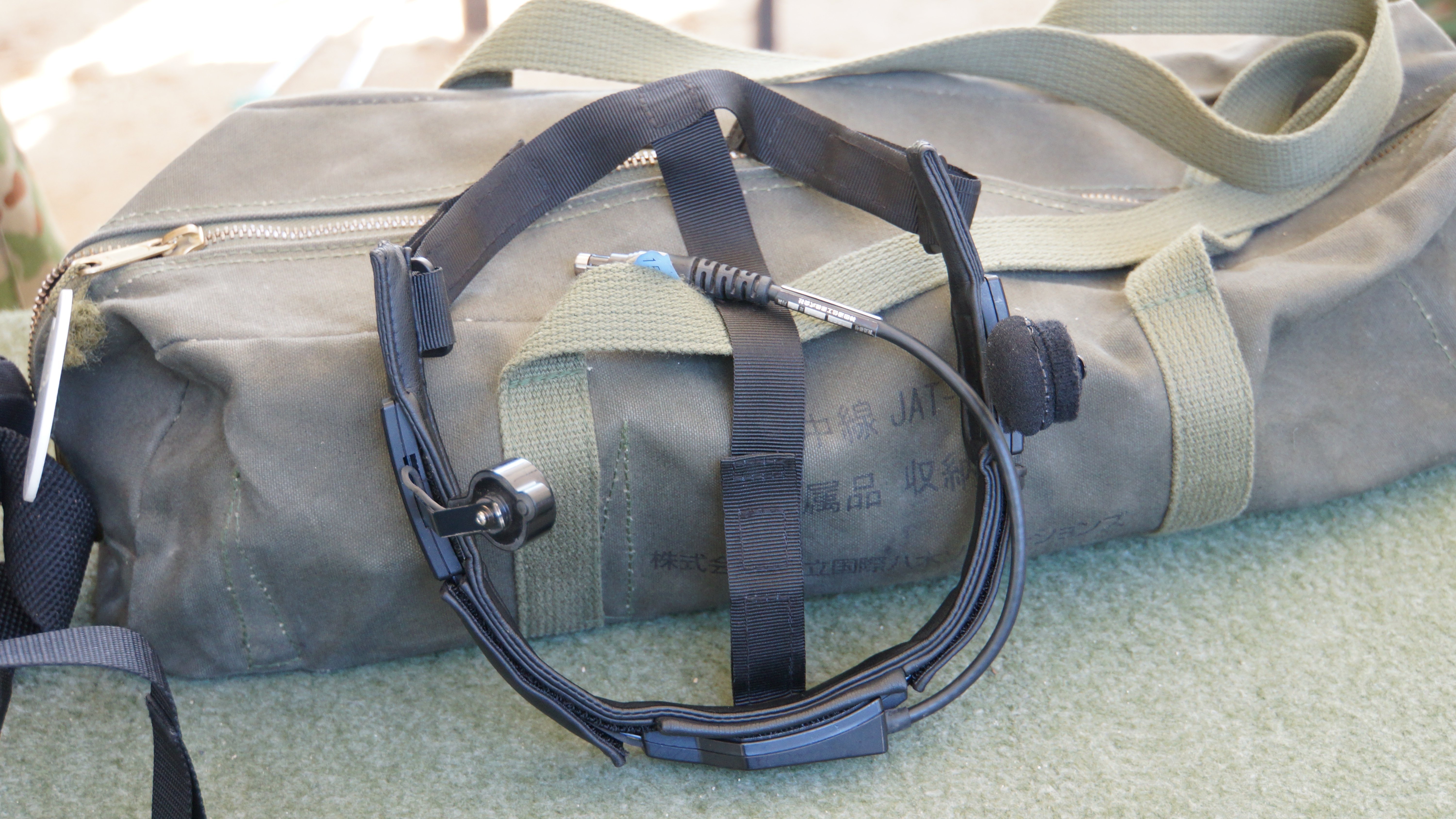
広帯域多目的無線機携帯用I型の骨伝導スピーカ

骨導音は、振動する物体を頭部や頸部（乳様突起が用いられることが多い）に接触させることで音の一部が外耳・中耳を介さずに直接内耳に到達する。これを利用し、外耳・中耳に障害のあるタイプの伝音性難聴用の補聴器へ活用されている。
外部の騒音に妨害されずに音を聞き取ることが出来たり、逆に骨伝導で音を聞きながら耳から入ってくる音も聞くことも出来るため、空気伝導を利用した音響機器と異なり耳を開放しておくことが出来る。そのため、耳を開放しておかなければ危険な状況で働く人（消防士や兵士など）の通信機器に利用されている。さらに長時間空気伝導を利用した音響機器を使用すると、疲労や聴覚の機能を低下させる可能性があるが、骨伝導ならばその可能性が少ないとされる。

### 骨伝導電話機
日本国内での嚆矢と言える製品は、三洋電機が2002年2月1日にリリースした「骨伝導電話機 聞きにくかった声が聞こえちゃう」（TEL-KU1）。その後、ツーカー（現・KDDI）が世界初の骨伝導対応携帯電話「TS41」をリリース。

### 骨伝導ヘッドホン
2006年にはゴールデンダンスがAUDIO BONE、2009年にサンコーがカナル型骨伝導イヤホンVONIA EMP-708LITEをリリース。骨伝導技術を利用したスピーカーやヘッドホンが各社から発売されている。
ジョギングやマラソンなどのスポーツシーン、通勤や通学での使用など、外出先での使用が主な用途とされていたが、2020年の緊急事態宣言発令後、リモートワークが推奨されたことからビジネスでの利用も増えている。

### その他の骨伝導機器
骨伝導トランスデューサ内蔵の歯ブラシ、ヘルメット装着型、サングラス型など、その形状、製品スタイルも多様化している。

## 骨導超音波
骨導超音波（こつどうちょうおんぱ）とは、骨伝導で呈示された超音波のこと。通常、ヒトは超音波を知覚できないが、骨伝導で呈示された場合は聴覚が健常な者だけでなく、一部の重度感音性難聴者にも聴覚として知覚される。（ヒトには知覚できないと考えられていた）超音波であるのに明瞭に知覚されるということ、重度感音性難聴者にも比較的容易に知覚されるということから、通常の聴覚とは異なる知覚メカニズムに依っている可能性があると考えられている。産業技術総合研究所らによって知覚メカニズムの解明と新型補聴器への応用が進められている。

## 音の計測法としての骨伝導
声などの生体内部から発生する音を、生体表面で計測する方法。骨導（こつどう）とも言う。必ずしも骨を介していない場合であっても一般に骨伝導と言われるが、区別して“筋肉伝導”と呼ばれることもある。

## 軟骨伝導
骨伝導は、頭蓋骨に音情報を含む振動を与えると、その振動が内耳（蝸牛）に達し、音感覚を起こす伝導経路であるのに対し，軟骨伝導は耳軟骨での振動が鼓膜付近に音を生成する伝導経路で，頭蓋骨振動を必要としない。奈良県立医科大学の細井裕司教授が軟骨伝導聴覚を発見し企業と合同で、これを利用した補聴器など機器の開発・改善を進めている。